# شهرستان پری (میزوری)
شهرستان پری، میزوری (به انگلیسی: Perry County, Missouri) یک سکونتگاه مسکونی در ایالات متحده آمریکا است که در میزوری واقع شده‌است.